# Nobody Knows (canção)
"Nobody Knows" é um single de Pink, é o quarto single do seu quarto álbum, I'm Not Dead (2006). Foi lançado em 20 de novembro de 2006 na Grã-Bretanha e na Irlanda, Europa e Austrália em janeiro de 2007.

## Vídeo da música
O vídeo musical foi gravado em Londres pelo diretor Jake Nava. A primeira cena apresenta P!nk em um quarto de hotel olhando de uma janela para Londres à noite, que muda para o nascer do sol. Então, ela assiste TV, mas somente encontra um boneco de neve derretendo e então coloca a cabeça debaixo do travesseiro antes de acessar o seu computador portátil. Durante o vídeo ela mexe-se da sala, lançando tudo ao seu redor, e ela mais tarde é vista sentada em posição fetal em um chuveiro. Outra cena mostra P!nk andando por uma rua, passando por um casal apaixonado e alguns homens bêbados. O vídeo termina com P!nk cantando em um auditório vazio, fingindo fazer um desempenho real.

## Faixas e formatos
- CD Single

1. "Nobody Knows" [Versão do álbum] - 3:57
2. "Words" - 3:06

## Gráficos
| Gráfico (2008–12)                             | Pico Posição |
| --------------------------------------------- | ------------ |
| Austrália (ARIA)                              | 27           |
| Áustria (Ö3 Austria Top 75)                   | 21           |
| Bélgica (Ultratip Bubbling Under de Flandres) | 23           |
| Dutch Top 40                                  | 38           |
| França (SNEP)                                 | 18           |
| German Singles Chart                          | 17           |
| Irlanda (IRMA)                                | 27           |
| Suíça (Schweizer Hitparade)                   | 17           |
| Reino Unido (UK Singles Chart)                | 27           |